# Prêmio Loève
O Prêmio Loève (em inglês:  Line and Michel Loève International Prize in Probability (Loève Prize)) foi criado em 1992 em memória de Michel Loève por sua viúva. É concedido bianualmente, em reconhecimento a contribuições significativas oriundas do trabalho de pesquisadores do campo da teoria das probabilidades com idade inferior a 45 anos. Com valor monetário de aprox. 30 mil dólares, é um dos prêmios financeiramente mais abastados em uma subdisciplina matemática.

## Premiados
- 1993 – David Aldous
- 1995 – Michel Talagrand
- 1997 – Jean-François Le Gall
- 1999 – Alain-Sol Sznitman
- 2001 – Yuval Peres
- 2003 – Oded Schramm
- 2005 – Wendelin Werner
- 2007 – Richard Kenyon
- 2009 – Alice Guionnet
- 2011 – Scott Sheffield
- 2013 – Sourav Chatterjee
- 2015 – Alexei Borodin
- 2017 – Hugo Duminil-Copin[1]
- 2019 – Allan Sly
- 2021 – Ivan Corwin